# Анцелович, Наум Маркович
Нау́м Ма́ркович Анцело́вич (при рождении Нохим Хаимович Анцелиович; 7 (19) апреля 1888, Санкт-Петербург — 15 сентября 1952, Москва) — советский государственный, профсоюзный и военно-политический деятель, нарком лесной промышленности СССР (1938—1940), участник Великой Отечественной войны, подполковник.

## Биография
Родился в семье столяра Хаима Нохимовича (Марка Наумовича) Анцелиовича, который с женой Меркой Анцелиович владел столярной и мебельно-обойной мастерской с магазином на Захарьевской улице, № 3. В 1900 году окончил 2 класса ремесленной школы, а в 1905 году 4 класса средней школы в Санкт-Петербурге, работал в различных районах города. Затем переехал в Одессу, где 3 года учился в частной электротехнической школы Годзяцкого. С октября 1905 года подручный, ученик в электромеханической мастерской Шустера в Песках. В мае — декабре 1906 года помощник машиниста на электростанции писчебумажной фабрики в Усть-Ижоре. В июне — декабре 1907 помощник машиниста электрической станции АО «Гелиос» в Лесном.

### Участие в революционном движении
В ноябре 1905 года вступил в ряды РСДРП, участник первой русской революции 1905—1907 годов, принимал участие в работе союза рабочей и учащейся молодежи, впервые арестован в декабре 1906 года, содержался в тюрьме «Кресты». После освобождения работал в профсоюзах кожевников, водопроводчиков и печатников, а также был на подпольной работе (организация демонстраций, транспорт оружия). В 1908 году вновь арестован и выслан из Санкт-Петербурга. С ноября 1908 г. монтер на лесопильном заводе в Екатеринославе. С сентября 1909 года техник и монтер на строительстве трамвайной линии и подстанции, машинист пригородной электростанции в районе ул. Б. Фонтанка. В 1910 году занимался профсоюзной работой в Одессе, в 1911 году в третий раз арестован в Крыму и сослан в Вологодскую губернию, где пробыл до 1913 года, откуда бежал. С сентября 1913 года старший монтер на строительстве телефонной станции и сети в Великом Устюге. С октября 1913 года монтёр-установщик, помощник монтёра на монтажных работах по сети и установкам от петроградских фирм «Гелиос» и «Сименс-Шуккерт». С октября 1914 года техник страхового общества в Одессе. В июне — декабре 1915 года монтёр на контроле фирмы «Гелиос» в Петрограде. Анцелович участвовал в создании подпольной типографии, в сборе средств на партийную печать, в кампании против военно-промышленных комитетов и в ноябре 1915 года снова был арестован и сослан в Иркутскую губернию, где с июня 1916 года работал электротехником-машинистом Новониколаевского машиностроительного завода и электростанции в с. Братское Нижнеудинского уезда Иркутской губернии. Пробыл в ссылке в вплоть до Февральской революции.
Делегат 7-й (Апрельской) конференции РСДРП(б). Один из организаторов Красной Гвардии в Петрограде. В апреле 1917 года стал членом исполкома Петроградского совета профессиональных союзов и председателем Союза рабочих-электриков, а в октябре того же года — членом Петроградского военно-революционного комитета и комиссаром над учреждениями интендантства. С января 1918 года избирался членом бюро Петроградского городского комитета и председателем городского совета профсоюзов. В дни корниловского мятежа руководил захватом телефонной станции и телеграфа на станции Дно. Затем назначен полномочным комиссаром по осмотру и реквизиции всех хлебных грузов, находящихся в Котласе и в Западной Сибири.

### Послереволюционное время
С сентября по декабрь 1919 года служил в Рабоче-крестьянской Красной армии заместителем начальника политотдела Южного фронта, а с 1920 года — председателем Петроградского губернского совета профсоюзов. Участвовал в гражданской войне в боях под Петроградом против генерала Краснова.
В 1921 году назначен на должность секретаря заграничной делегации профсоюзов РСФСР на конгрессе тред-юнионов в Великобритании. С мая 1922 года по июль 1923 года на международной работе за границей (Германия, Чехословакия, Норвегия и другие страны), был председателем Среднеевропейского бюро Профинтерна. С августа 1923 года председатель, секретарь ЦК профсоюза работников земли и леса (Всеработземлес), с 24 декабря 1928 г. член президиума Всесоюзного центрального совета профессиональных союзов. С 21 января по 19 декабря 1931 года был секретарём ВЦСПС, а с октября 1931 по 11 февраля 1934 года — заместителем наркома Рабоче-крестьянской инспекции СССР, и одновременно с 4 февраля 1932 по 26 января 1934 года был членом Президиума Центральной Контрольной Комиссии ВКП(б).
На XV и XVI съездах ВКП(б) избирался кандидатом в члены ЦК ВКП(б), на XVII съезде ВКП(б) членом Комиссии советского контроля при СНК СССР, на XVIII съезде ВКП(б) членом ЦК ВКП(б).
С марта 1934 г. уполномоченный КСК при СНК СССР по Горьковскому краю, а с апреля 1935 года — уполномоченный Комиссии советского контроля по Ленинграду и области. С мая 1937 г. член Бюро, а с марта по октябрь 1938 года — заместитель председателя Комиссии советского контроля.  26 июня 1937 года выступил с обвинениями в адрес руководителя группы легкой промышленности КСК Макса Абелевича Дейча, который был арестован на следующий день 27 июня 1937 года, а впоследствии расстрелян. 29 октября 1938 года был назначен на должность наркома лесной промышленности СССР. Наркомат не справлялся с лесозаготовками, осуществляющихся ГУЛАГом, из-за чего 27 апреля 1940 года Анцелович был снят с занимаемой должности, а в феврале 1941 года на XVIII партийной конференции был выведен из состава ЦК ВКП(б).
С мая 1940 по июнь 1941 года — заведующий культурно-массовым отделом ВЦСПС и заместитель заведующего отделом охраны труда ВЦСПС.

### Участие в Великой Отечественной войне
В начале Великой Отечественной войны Анцелович добровольно вступил в РККА и работал старшим инструктором по частям народного ополчения. В этой должности он провёл серьёзную работу по обмундированию, вооружению и снабжению частей народного ополчения. С октября 1941 г. в звании батальонного комиссара был заместителем начальника политического отдела Северо-Западной группы войск обороны г. Москвы. С декабря 1941 г. по январь 1942 г. заместитель начальника политотдела 3-й Московской коммунистической дивизии, уполномоченный Московского военного округа и Московской зоны обороны, старший инструктор политического управления МВО. В мае — июле 1942 г. старший инструктор по пропаганде и агитации, с июля 1942 г. по апрель 1943 г. заместитель начальника политотдела 130-й стрелковой дивизии. В связи с отменой института военных комиссаров и введения единоначалия в Красной армии в конце 1942 года переаттестован в подполковника. Дивизия 4 января 1943 года была преобразована в 53-ю гвардейскую стрелковую дивизию, а Анцелович остался в своей должности, получил тяжелое ранение и контузию. С мая 1943 г. по июнь 1945 г. заместитель начальника политотдела  44-го стрелкового корпуса. После войны в резерве Главного политического управления СА, затем демобилизован.

### Послевоенное время
С ноября 1945 по 1949 год — заместитель наркома (министра) торговли РСФСР.
В апреле 1949 года был переведён на должность директора опытно-показательного Мощенского лесокомбината Московской области, а затем — на должность директора Московского глиссерного завода № 42 министерства лесной и бумажной промышленности СССР.
С октября 1950 года — персональный пенсионер союзного значения. Умер 15 сентября 1952 года в Москве, был похоронен на Новодевичьем кладбище.

### Участие в выборных органах
Входил в составы ЦИК СССР (1-6 созывы), в состав бюро комиссии советского контроля (1937—1939), также был депутатом Верховного Совета СССР 1-го созыва от Ленинградской области (1938—1945). Был кандидатом в члены ЦК ВКП(б) (19 декабря 1927— 26 января 1934) и членом ЦК ВКП(б) (1939—1941).

## Семья
- Брат — Израиль Маркович Анцелович (1905—1977), журналист и фотограф. Племянница — Виктория Израилевна Беломлинская, писательница.
- Брат — Яков Маркович Анцелович (1904—1956), организатор кинопроизводства,  директор картин на киностудиях «Ленфильм» и «Мосфильм».
- Жена — Клавдия Ивановна Анцелович (урождённая Косорева; 18.05.1919—27.05.2003), вместе с мужем в 1941 году записалась добровольцем, была санитарным инструктором 3-й Московской коммунистической дивизии, закончила войну в звании ефрейтора. В 1985 году награждена орденом Отечественной войны I степени[12].
  - Сын — Владимир Наумович  Анцелович (13.03.1951—09.12.1997)[13].

## Воинские звания
Батальонный комиссар — 1941;
Подполковник — 1942.

## Награды
- Орден Красного Знамени (09.02.1945)
- Орден Отечественной войны 2-й степени (29.04.1944)
- Орден Красной Звезды (09.03.1943)
- медали «За боевые заслуги» (26.04.1942)[7], «За оборону Москвы» (08.09.1944)[14], «За победу над Германией в Великой Отечественной войне 1941—1945 гг.» (1945).